# 티다홀름시

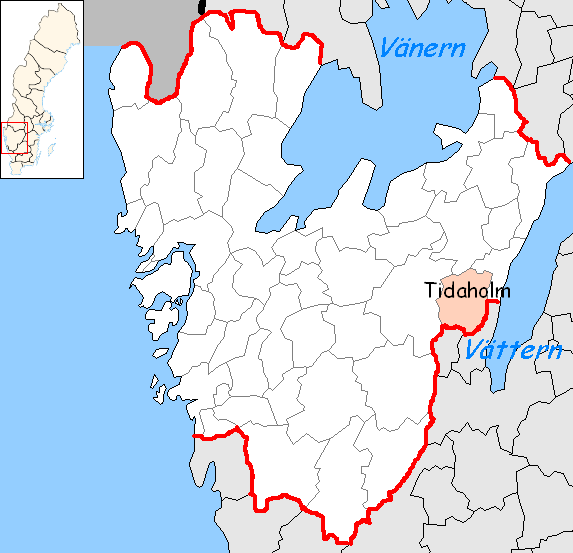
티다홀름 시의 위치

티다홀름시(스웨덴어: Tidaholms kommun)는 스웨덴 베스트라예탈란드주에 위치한 지방 자치체로 행정 중심지는 티다홀름이며 면적은 522.95km2, 인구는 12,797명(2016년 12월 31일 기준), 인구 밀도는 24명/km2이다.

시 문장